# فريدريك إيوستاس باركر
فريدريك إيوستاس باركر هو محامي وقاضي وسياسي كندي، ولد في 27 ديسمبر 1838 في نيو برونزويك في كندا، وتوفي في 15 ديسمبر 1915 في سانت جون في كندا. نشط حزبياً في حزب كندا المحافظ. وقد انتخب عضو مجلس العموم الكندي.